# Коридалиды

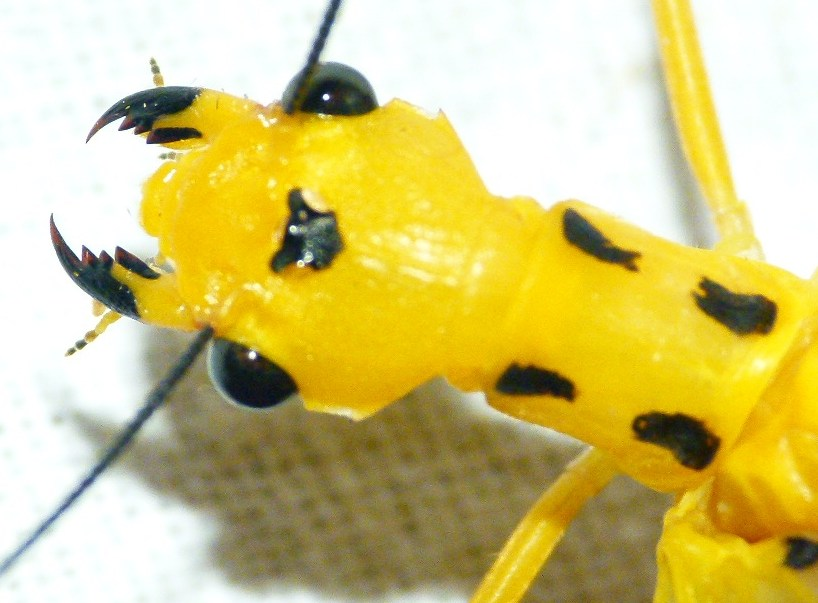
Nevromus austroindicus

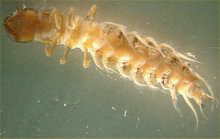
Личинка Corydalus cornutus

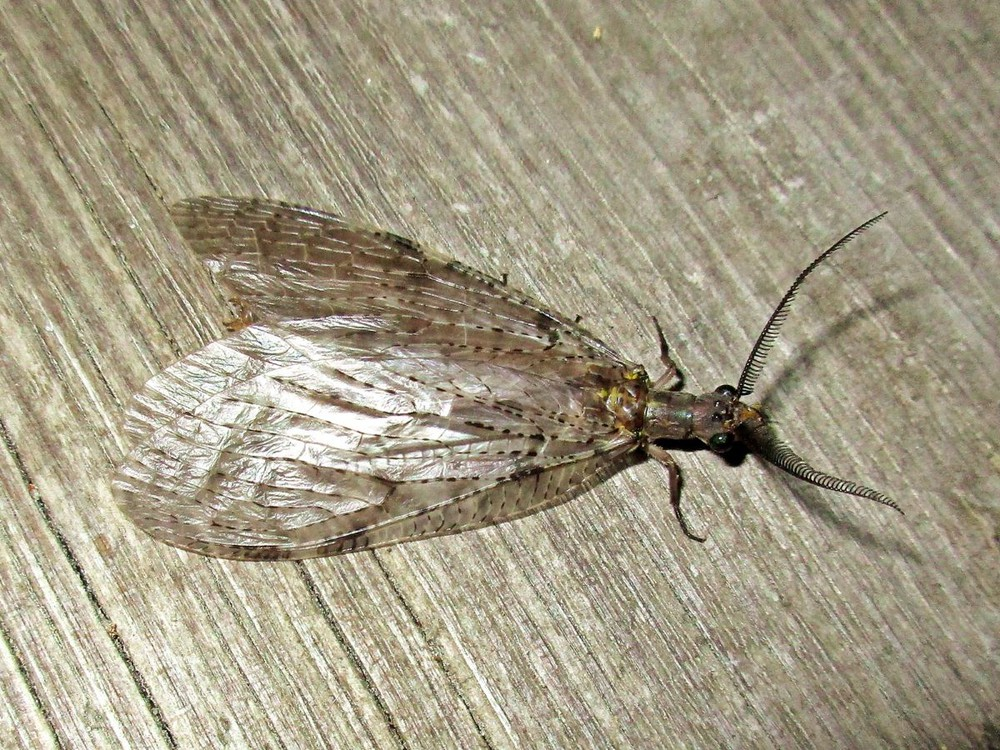
Chauliodes pectinicornis

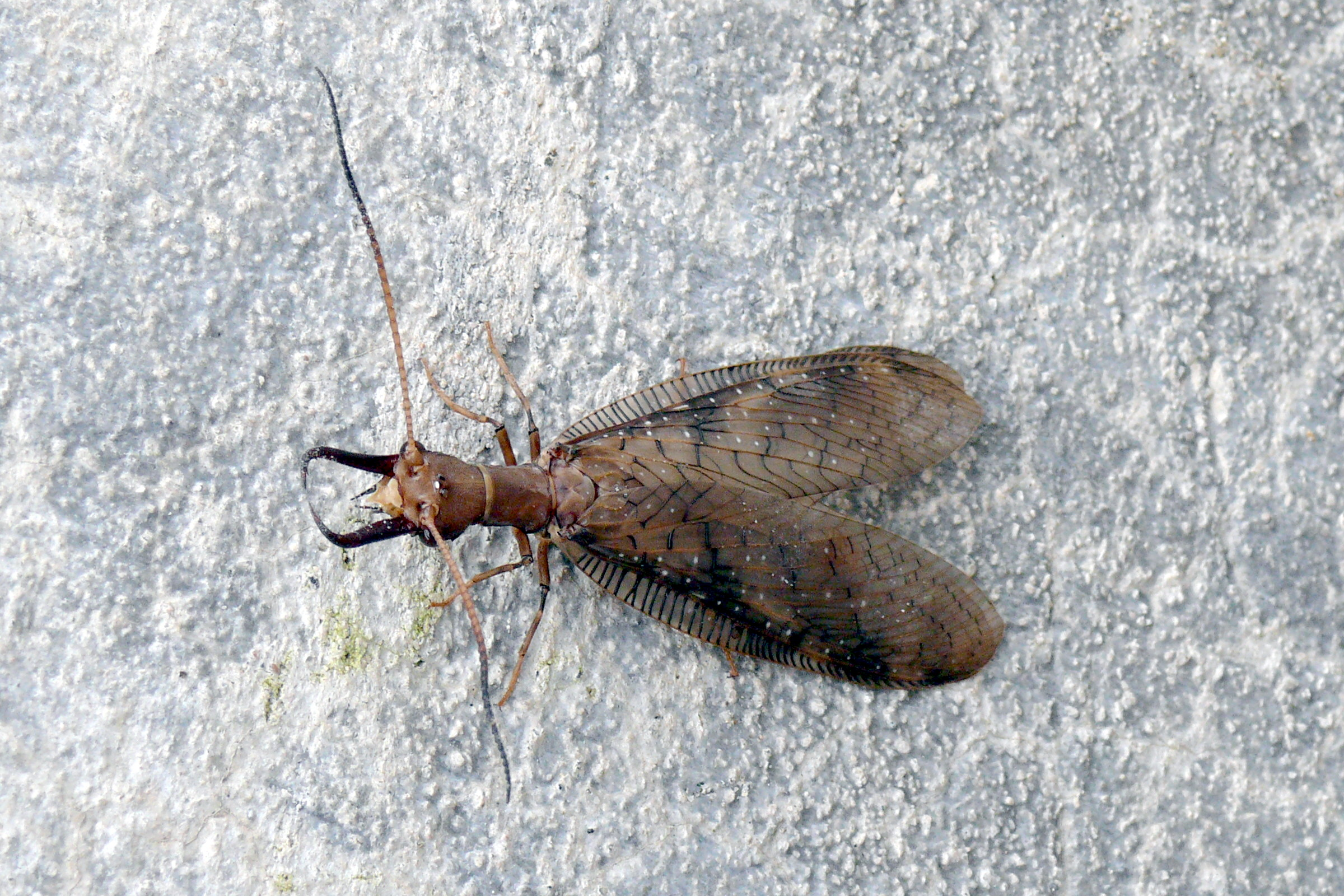
Corydalus sp.

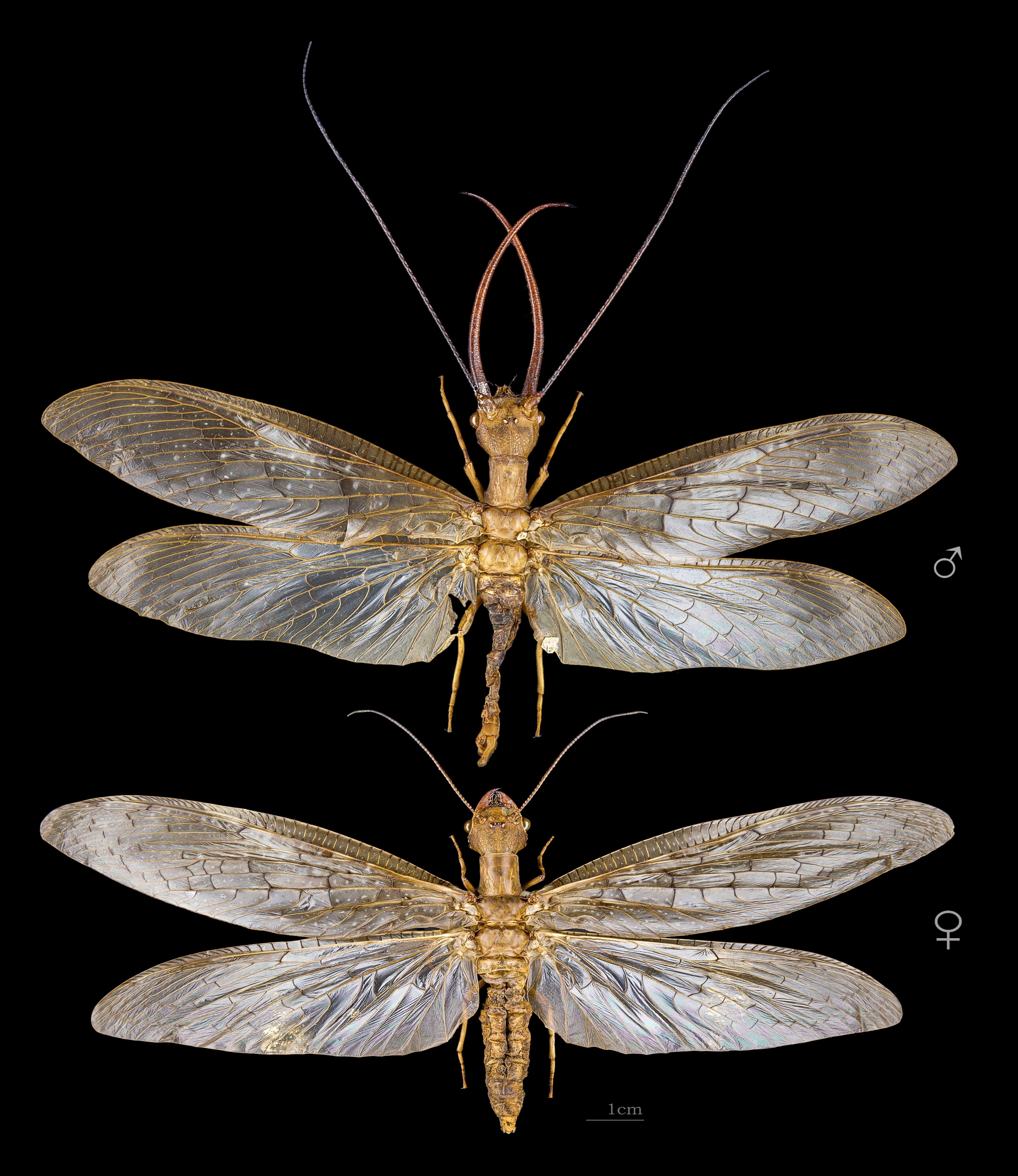
Corydalus cornutus

Коридалиды, или коридалы или рогоусты (лат. Corydalidae) — семейство насекомых из отряда большекрылых (Megaloptera).

## Описание
Крупнейшие представители отряда. Имаго имеют размах крыльев 15—210 мм, что делает одними из самых крупных летающих насекомых по размаху крыльев. Длина тела 45—100 мм. Переднегрудь вытянутая. Личинки-реофилы (с длинными боковыми жабрами на брюшке в виде нитей), встречаются в водотоках; окукливаются в почве, реже — в древесине. Длина тела личинок 20-80 мм. Развитие занимает 2-5 лет.

## Палеонтология
В ископаемом состоянии коридалиды встречаются крайне редко. Всего описано 6 ископаемых видов коридалид. Древнейшие находки семейства происходят из средней юры. Также коридалиды были найдены в меловых отложениях России и в балтийском янтаре.

## Классификация
2 подсемейства, около 250 видов. В Палеарктике 9 родов, около 40 видов. В России встречается один вид — коридал Мартыновой (Protohermes martynovae Vshivkova, 1995), обитающий в Южном Приморье и на юге Хабаровского края. В Австралии 22 вида (с размахом передних крыльев 17—50 мм).
Подсемейство Corydalinae
10 родов и около 100 видов, из них половина в Новом Свете. Имаго имеют длину 45—180 мм.
Acanthacorydalis
Chloronia Banks, 1908.
Chloronia mexicana Stitz, 1914
Chloronia mirifica Navás, 1925
Chloronia pallida (Davis, 1903)
Chloroniella Esben-Petersen 1924
Corydalus Latreille, 1802
Corydalus armatus Hagen, 1861
Corydalus cephalotes Rambur, 1842
Corydalus cornutus (Linnaeus, 1758)
Corydalus hecate McLachlan, 1866
Corydalus luteus Hagen, 1861
Neoneuromus
Neurhermes
Nevromus
Platyneuromus Weele, 1909
Protohermes: Protohermes acutatus — P. antica — P. arunachalensis — P. basiflavus — P. basimaculatus — P. costalis — P. davidi — P. dichrous — P. disjunctus — P. fujianensis — P. grandis — P. gutianensis — P. hunanensis — P. infectus — P. latus — P. lii — P. martynovae — P. motuoensis — P. niger — P. orientalis — P. sichuanensis — P. similis — P. sinensis — P. stigmosus — P. triangulatus — P. xanthodes — P. yangi — P. yunnanensis
Taeniochauliodes Esben-Petersen 1924
Подсемейство Chauliodinae
Anachauliodes
Archichauliodes (Archichauliodes diversus)
Chauliodes Latreille, 1796
Ctenochauliodes
Dysmicohermes Munroe, 1953
Leptochauliodes
Madachauliodes
Neochauliodes
Neohermes Banks, 1908
Nigronia Banks, 1908
Orohermes Evans, 1984
Parachauliodes
Platychauliodes
Protochauliodes Weele, 1909
Taeniochauliodes

## Хозяйственное значение
В Мексике и других регионах Латинской Америки личинки коридалид, в особенности Corydalus, используются в пищу людьми. В Северной Америке они ценятся как приманка для ловли рыбы. Личинки Acanthacorydalis находят применение в традиционной китайской медицине. В Японии высушенные Protohermes применяются как успокоительное средство для детей.